# Dorchester
Dorchester (kiejtése /ˈdɔrtʃɛstər/) angol város, Dorset megye közigazgatási központja. A Frome folyó partján fekszik, a Dorset Downs dombvidékének déli peremén.
Lakossága 2011-ben 19 060 fő volt.

## Története

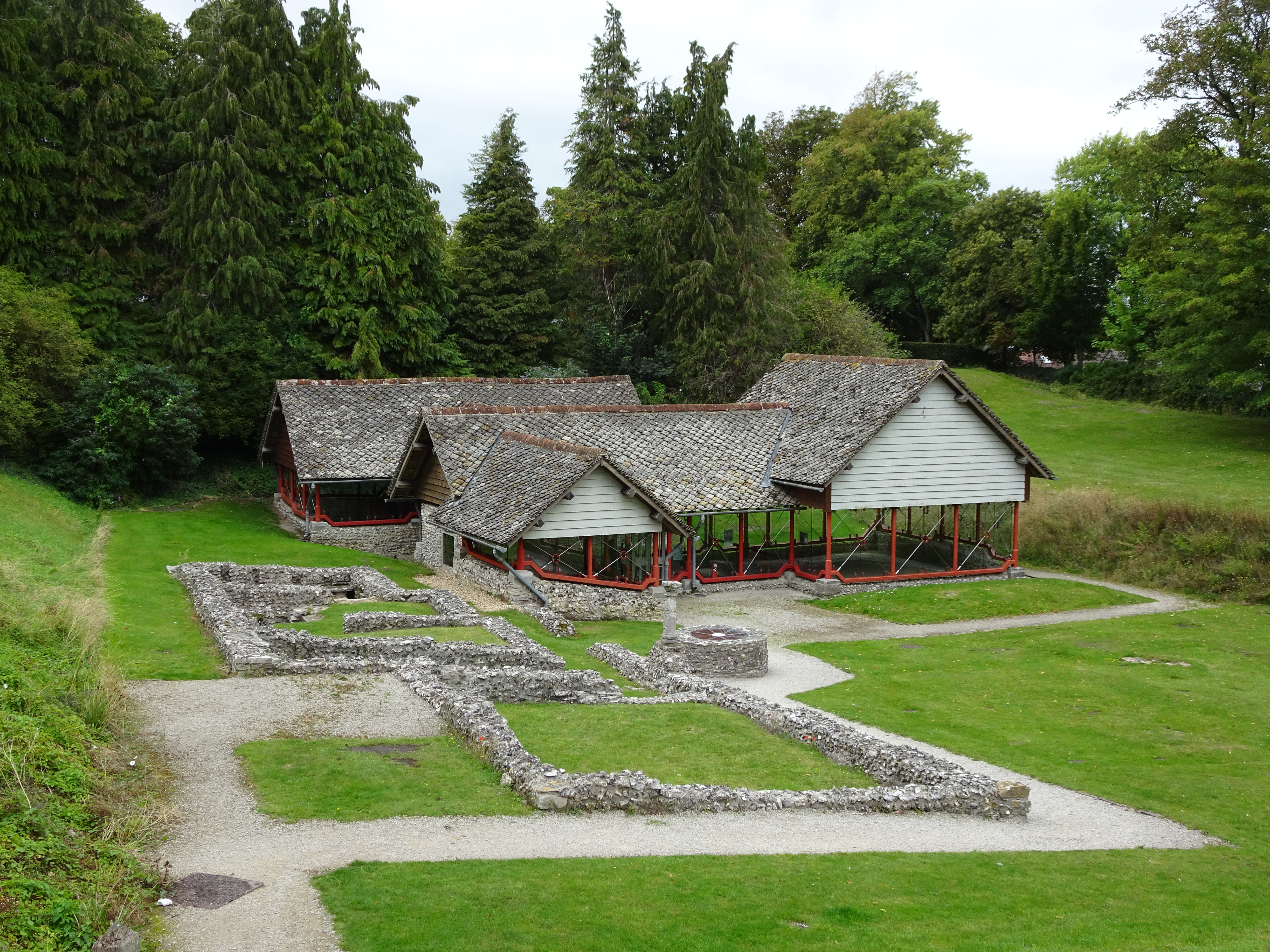
Római ház alapjai Dorchesterben

Dorchester környékén már a vaskorban is volt település, a kor egyik legnagyobb britanniai kelta földvára, Maiden Castle (Leányvár) mellett. A rómaiak i.sz 70-ben legyőzték az itt élő durotriges törzset és egy helyőrséget hoztak létre, amely idővel Durnovaria néven városkává nőtt. Nevét feltehetően a kelta durn (ököl) szóról kapta, jelentése nagyjából "ököl nagyságú kövek helye". Durnovaria szerepel a 4. századi Antoninus-itinerárium térképén és egyike volt a romanizált durotiges törzs két legfontosabb városának. A várost körülvevő római kori falak maradványai ma is megtalálhatóak; ezenkívül látható egy korabeli ház alapzata is. 
A vízvezeték számára emelt földteraszok is megmaradtak. Dorchestertől délre helyezkedik el a Maumbury Rings kelta körsánc (henge), amelyet a rómaiak amfiteátrumnak használtak.
Miután a rómaiak kivonultak Britanniából, lehetséges, hogy a város lakatlanná vált, bár a neve fennmaradt, a walesi Asser a 9. században Durngueir néven említi. A 7. század közepére a régiót germán angolszászok foglalták el, és királyságukhoz, Wessexhez csatolták. Ők a várost Dornwaracesternek nevezték, egyesítve eredeti nevét az óangol cester szóval, ami erődített várost jelent. Idővel a név Dorchesterre egyszerűsödött. A középkorban a település Dorset grófság (amely a városról kapta a nevét) közigazgatási és kereskedelmi központja volt, amely a 17. századig textilkereskedelméről és kézműveseiről volt ismert.

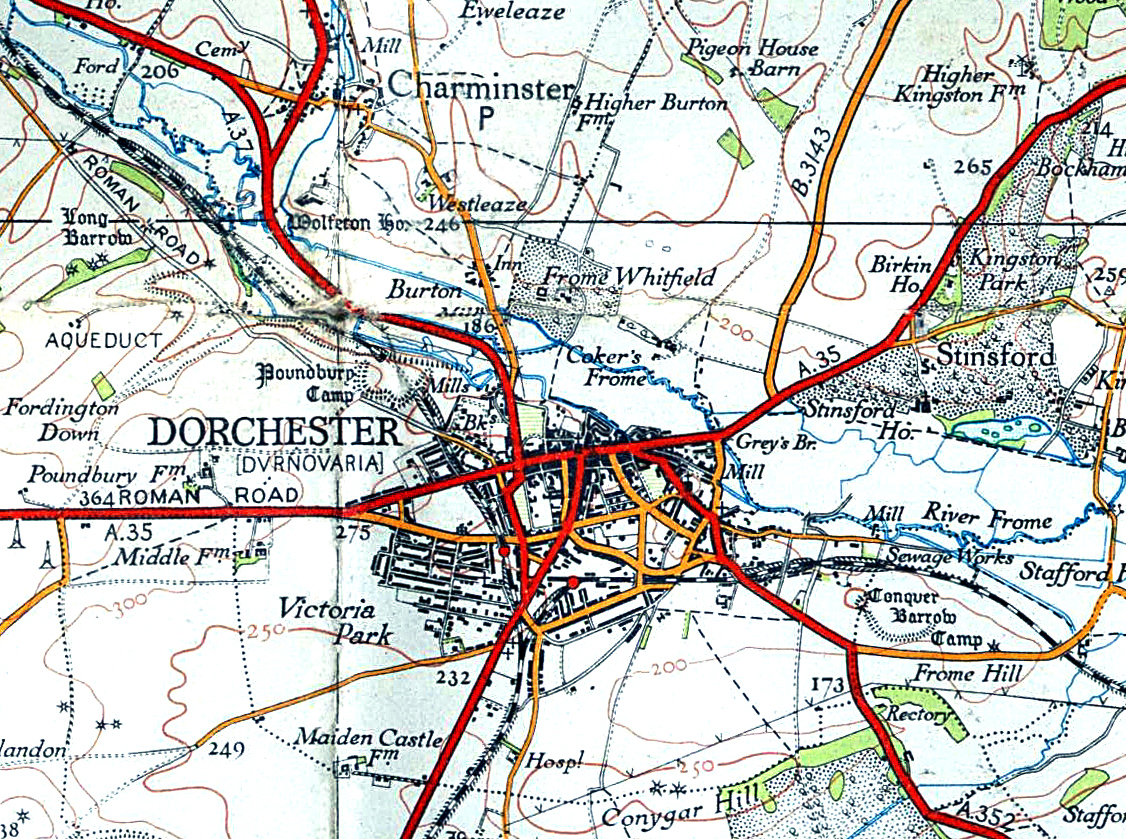
Dorchester 1937-es térképe

1613-ban és 1725-ben két tűzvész Dorchester nagy részét elpusztította, de néhány középkori épület (George Jeffreys háza; a Tudor-kori szegényház) megmaradt. 1642-ben a város hírhedtségre tett szert, amikor puritán lakói kivégezték a katolikus papot, Hugh Greent, és futballoztak a levágott fejével. A 17. században puritán lakosságának nagy része kivándorolt Amerikába, ahol Massachusettsben megalapították az ottani Dorchestert.
1993-ban Dorchester nyugati határainál, a Cornwalli hercegség által birtokolt telkeken egy új, modern urbanisztikai elvek szerint tervezett város, Poundbury építése kezdődött, amelynek előkészítési munkájában Károly herceg is részt vett. A tervek szerint 2500 épületében mintegy 6 ezren fognak élni.

## Közigazgatás
Dorchesterben a közigazgatás három szintjével lehet találkozni, itt található a városi tanács, a West Dorset kerületi tanács és a dorseti megyei tanács székhelye.
Dorchesternek ma város (town) státusza van. 2011-ben, a királynő gyémánt évfordulóján pályázott a nagyvárosi (city) minősítésre, amit végül nem kapott meg.

## Közlekedés
A városnak két vasútállomása van. A Dorchester South a Délnyugati fővonalon fekszik és a South West Trains üzemelteti. Innen délre Weymouthba, keletre pedig Bournemouthon és Southamptonon keresztül Londonba lehet eljutni.  A Dorchester West a Heart of Wessex vonalon fekszik, és az innen induló vonatok Yeovilba, Bathba és Bristolba közlekednek. Épületét Isambard Kingdom Brunel tervezte.
Dorchestert délrő elkerülő út veszi körbe, ami mentesíti a városközpontot az A35-ös és A37-es főút forgalmától.

## Kultúra

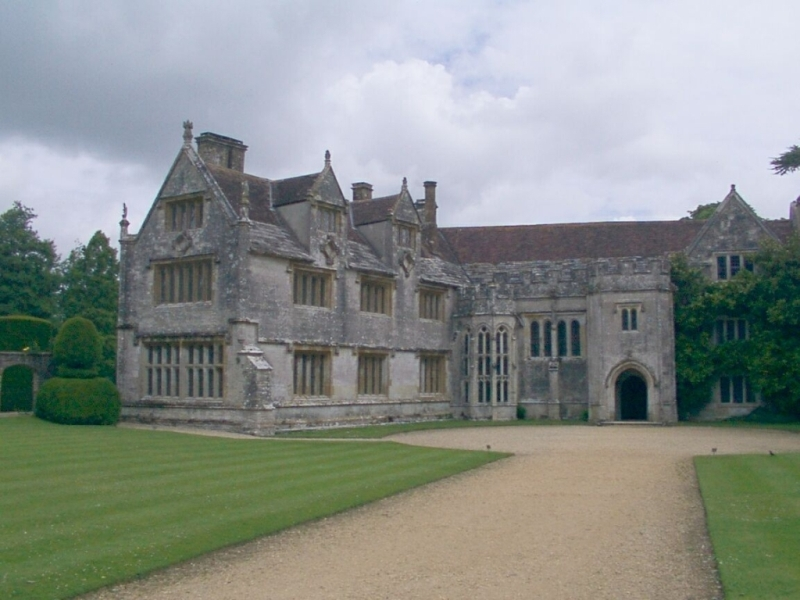
Athelhampton Hall

Dorchesterben élt az író Thomas Hardy. Szülőháza a várostól két km-re fekvő Stinsfordban található és városi háza, a Max Gate ma múzeum. Egyik regénye, A weydoni asszonyvásár Dorchesterben játszódik. Hardyt a westminsteri apátságban temették el, de a szíve szülőfaluja templomában van elhelyezve. Cecil Day-Lewis ír költőt, Hardy rajongóját, szintén a templom temetőjében helyezték örök nyugalomra.
A város mellett található a részben 1485-ben épült Athelhampton Hall kastélya és a körülötte elterülő park. Hardy kőműves apja is dolgozott az épületen; a fiatal Hardy akvarelleken örökítette meg az épületet, később pedig Az athelhalli hölgy c. verse színhelyévé tette.
A nyugat-angliai dialektusban verselő William Barnes 24 évig volt egy Dorchester melletti falu iskolájának igazgatója. Hardy és Barnes szobra Dorchester központjában található.
A régi iskolaépületben elhelyezett Dorchester Arts zenei, tánc- és színelőadásokat mutat be és kétévente itt rendezik a Dorchester fesztivált. A város múzeumai: a Római városi ház, Dinoszauruszmúzeum, Terrakotta Harcosok Múzeuma, Dorseti Plüssmackómúzeum, Hadtörténeti Múzeum, Dorseti Megyei Múzeum és a Tutankhamun-kiállítás.

## Testvérvárosok
- Bayeux, Franciaország
- Lübbecke, Németország
- Holbæk, Dánia

## Fordítás
- Ez a szócikk részben vagy egészben  a   Dorchester című angol Wikipédia-szócikk ezen változatának fordításán alapul.  Az eredeti cikk szerkesztőit annak laptörténete sorolja fel. Ez a jelzés csupán a megfogalmazás eredetét és a szerzői jogokat jelzi, nem szolgál a cikkben szereplő információk forrásmegjelöléseként.